# Siwar al-Assad
Siwar al-Assad est un écrivain syrien, né le 29 avril 1975 à Damas. Il est le directeur d'une chaine de télévision satellite, Arab News Network (ANN) arabophone diffusant de l'information en continu par satellite, 24 heures sur 24, depuis Londres,,. Il est également vice-président de l'UNDA (United National Democratic Alliance), une organisation basée à Londres qui promeut, entre autres, une transition pacifique et graduelle vers la démocratie en Syrie. Depuis 2016, il dirige la Fondation Aramea, organisation se concentrant sur l'aide aux réfugiés syriens et la protection du patrimoine historique de la région du Levant. Jusqu'au 8 décembre 2024, Siwar al-Assad est généralement présenté comme faisant partie d'une opposition politique modérée. Il propose notamment la mise en place en Syrie d'un gouvernement de transition reposant sur un partage équitable du pouvoir entre l'opposition et des représentants de l'administration du président Bachar al-Assad, avec pour objectif d'aboutir à des élections démocratiques et libres organisées sous supervision internationale. Connu pour son opposition aux Frères musulmans, il formule des critiques à l'encontre d'Ahmed Al-Sharaa après la prise de pouvoir de celui-ci à Damas. Il exprime ces critiques dans son livre publié aux États-Unis, Damascus Has Fallen  où il décrit les violences perpétrés contre des civils, notamment dans les régions côtières syriennes.

## Origines et études
Siwar Al Assad est membre de la F.E.I., Fédération équestre Internationale, Né en Syrie, il y réside jusqu'à l'âge de neuf ans, mais n'y retourne jamais vivre par la suite,. Après avoir effectué sa scolarité en France et en Suisse, Siwar al-Assad poursuit ses études universitaires en France, où il obtient un diplôme en droit à l'université Paris 1 Panthéon-Sorbonne. Après avoir résidé un temps en Espagne, il s'établit à Londres avec son épouse britannique, avec qui il est marié depuis 2009. Ils ont quatre enfants. Il détient également un diplôme en journalisme indépendant du British College of Journalism.

## Carrière et opinions politiques
Siwar Al Assad a publié cinq ouvrages en France et aux États-Unis, À Cœur perdu, Palmyre Pour Toujours, Le temps d'une saison, Altana et Damascus Has Fallen. Son livre À Cœur perdu a fait l'objet de critiques positives,.
Il propose une approche de résolution de la crise syrienne fondée sur une transition progressive et pacifique, impliquant un gouvernement composé à la fois de membres de l'administration du président Bachar al-Assad et de représentants de l'opposition.
Il a participé à divers forums et conférences internationales sur les relations géopolitiques au Moyen-Orient et notamment sur la situation en Syrie.
En décembre 2012, il est invité à l'Institut libre d'étude des relations internationales puis interviewé par Radio France. En février 2015, il a fait un discours à l'Organisation d'études politiques. En avril 2015, il a été interviewé par la fondation FELD à Rome. En mai et octobre 2015, il est invité à deux conférences organisées par le think-tank américain basé en Washington, le Middle East Policy Council. Il a également été interviewé par France 24.

## Famille
Somar al-Assad et Ribal al-Assad, deux hommes politiques, sont ses frères. Les parents de Siwar sont Rifaat al-Assad et Raja. Son père Rifaat est l'un des frères de Hafez al-Assad, l'ancien président de la Syrie.